# Campeonato Goiano de Futebol de 2025
O Campeonato Goiano de Profissionais da Primeira Divisão de 2025 ou Goianão 2025, foi a 82ª edição desta competição, contando competições amadoras, e a 63ª edição profissional da principal competição de Goiás, organizada pela Federação Goiana de Futebol (FGF).

## Regulamento
O Campeonato Goiano será disputada por seguintes quatro fases:
Na Primeira Fase, as doze equipes duelam entre si em turno único, totalizando onze rodadas. As seis melhores equipes do Campeonato Goiano de 2024 serão mandantes em seis confrontos, enquanto as demais seis equipes mandarão cinco partidas. Ao final da fase, se classificarão os oito melhores clubes para a Segunda Fase ou Quartas de Final. As equipes que finalizarem nas duas últimas colocações serão rebaixados para Série B de 2026. Em caso de empate em pontos, os critérios de desempate serão os seguintes:
1. Maior número de vitórias;
2. Maior saldo de gols;
3. Maior número de gols pró;
4. Confronto direto (quando duas equipes envolvidas);
5. Menor número de cartões vermelhos recebidos;
6. Menor número de cartões amarelos recebidos;
7. Sorteio.

Na Segunda Fase ou Quartas de finais, as oito associações classificadas anteriormente se enfrentarão em jogos de ida e volta, com mando do segundo jogo do confronto ao clube melhor qualificado na Primeira Fase, nos seguintes confrontos:
- Grupo B – 1º Colocado x 8º Colocado
- Grupo C – 2º Colocado x 7º Colocado
- Grupo D – 3º Colocado x 6º Colocado
- Grupo E – 4º Colocado x 5º Colocado

A Terceira Fase ou Semifinais também será disputada em confrontos de ida e volta, com mando de campo da volta para a equipe com melhor pontuação considerando todas as fases anteriores. Os confrontos serão disputados da seguinte maneira:
- Grupo F – 1º Colocado (primeira fase e quartas de finais) x 4º Colocado (primeira fase e quartas de finais)
- Grupo G – 2º Colocado (primeira fase e quartas de finais) x 3º Colocado (primeira fase e quartas de finais)

A Quarta Fase ou Fase final será disputada pelos clubes vencedores da fase anterior, em partidas também de ida e volta, com mando de campo da volta para a melhor equipe considerando toda a competição, com o seguinte confronto:
- Grupo H – Melhor colocado geral x 2º melhor colocado geral

No caso das duas equipes finalistas se localizarem no município de Goiânia (ou seja: Atlético Goianiense, Goiânia, Goiás e Vila Nova), o confronto será totalmente decidido no Estádio Serra Dourada.
Da Segunda a Quarta fase, em caso de empate em pontos ao final da partida de volta, o desempate será feito observando os critérios abaixo:
1. Maior saldo de gols;
2. Disputa de pênaltis.

Ao clube vencedor da Final será atribuído o título de Campeão Goiano da Profissionais da Primeira Divisão de 2025. Caso a equipe vencedora seja também uma equipe fora de Goiânia, esta receberá o título de Campeã do Interior. Em caso de duas goianienses na final, o título de Campeão do Interior será disputado em jogo de ida e volta pelas equipes mais classificadas e não localizadas na capital. As vagas em competições nacionais e regionais serão distribuídas conforme os seguintes critérios:
Classificações nacionais e regional
- Copa do Brasil 2026 (3 vagas): Campeão, vice-campeão e terceiro colocado no estadual.
- Série D 2026 (3 vagas): Equipes mais bem posicionadas na Classificação Geral, excluindo Anápolis, Atlético Goianiense, Goiás e Vila Nova.[nota 1]

## Equipes Participantes

### Promovidos e rebaixados
| Pos. | Rebaixado da Primeira Divisão de 2024 |
| ---- | ------------------------------------- |
| 11º  | Morrinhos                             |
| 12º  | Iporá                                 |

| Pos. | Promovido da Segunda Divisão de 2024 |
| ---- | ------------------------------------ |
| 1º   | Inhumas                              |
| 2º   | ABECAT                               |

### Informações das equipes
| Aumento | Equipes promovidas da Segunda Divisão de 2024 |

## Estádios
| Estádios e Localizações dos Clubes | Estádios e Localizações dos Clubes | Estádios e Localizações dos Clubes | Estádios e Localizações dos Clubes | Estádios e Localizações dos Clubes | Estádios e Localizações dos Clubes | Estádios e Localizações dos Clubes |
| ABECAT | Anápolis                           | Aparecidense                       | Atlético Goianiense                | CRAC                               | Goianésia                          |                                    |
| --- | ---------------------------------- | ---------------------------------- | ---------------------------------- | ---------------------------------- | ---------------------------------- | ---------------------------------- |
| Luiz Benedito | Jonas Duarte                       | Anibal Batista de Toledo           | Antônio Accioly                    | Arena Rifertil                     | Valdeir José de Oliveira           |                                    |
| Capacidade: 1 000 | Capacidade: 25 000                 | Capacidade: 4 800                  | Capacidade: 12 500                 | Capacidade: 8 500                  | Capacidade: 8 110                  |                                    |
| |                                    |                                    |                                    |                                    |                                    |                                    |
| Goiânia ABECAT Anápolis Aparecidense CRAC Goianésia Goiatuba Inhumas Jataiense Equipes de Goiânia: Atlético Goianiense Goiânia Goiás Vila Nova Localização das sedes das equipes no Goianão Série A 2025. |                                    |                                    |                                    |                                    |                                    |                                    |
| Goiânia | Goiás                              | Goiatuba                           | Inhumas                            | Jataiense                          | Vila Nova                          |                                    |
| Olímpico de Goiânia | Serrinha                           | Divino Garcia Rosa                 | Zico Brandão                       | Arapucão                           | OBA                                |                                    |
| Capacidade: 13 500 | Capacidade: 14 525                 | Capacidade: 15 000                 | Capacidade: 4 380                  | Capacidade: 17 000                 | Capacidade: 11 788                 |                                    |
| |                                    |                                    |                                    |                                    |                                    |                                    |

## Primeira fase
| Pos | Equipe              | Pts | J  | V | E | D | GP | GC | SG  | Classificação ou descenso    |   | ANA | VIL | ATG | GOI | CRA | INH | JAT | ABE | GTB | APA | GNS | GNA |
| --- | ------------------- | --- | -- | - | - | - | -- | -- | --- | ---------------------------- | - | --- | --- | --- | --- | --- | --- | --- | --- | --- | --- | --- | --- |
| 1   | Anápolis            | 23  | 11 | 7 | 2 | 2 | 15 | 7  | +8  | Quartas de Finais            |   | —   | 0–0 | –   | 0–1 | –   | 2–1 | –   | –   | –   | 1–0 | 2–1 | 4–1 |
| 2   | Vila Nova           | 22  | 11 | 6 | 4 | 1 | 10 | 5  | +5  | Quartas de Finais            |   | –   | —   | –   | 1–0 | 0–0 | 0–0 | –   | –   | 0–0 | 1–0 | 1–0 | –   |
| 3   | Atlético Goianiense | 19  | 11 | 5 | 4 | 2 | 14 | 8  | +6  | Quartas de Finais            |   | 1–0 | 1–3 | —   | –   | –   | –   | 0–0 | 2–1 | 0–0 | –   | 0–0 | –   |
| 4   | Goiás               | 18  | 11 | 5 | 3 | 3 | 11 | 7  | +4  | Quartas de Finais            |   | –   | –   | 1–2 | —   | 0–0 | 1–0 | 1–0 | 1–1 | –   | –   | –   | 3–0 |
| 5   | CRAC                | 17  | 11 | 4 | 5 | 2 | 10 | 7  | +3  | Quartas de Finais            |   | 1–1 | –   | 2–2 | –   | —   | –   | –   | –   | 0–0 | –   | 2–0 | 1–0 |
| 6   | Inhumas             | 14  | 11 | 4 | 2 | 5 | 9  | 14 | −5  | Quartas de Finais            |   | –   | –   | 0–4 | –   | 0–2 | —   | –   | 1–0 | 2–1 | –   | –   | 3–1 |
| 7   | Jataiense           | 13  | 11 | 4 | 1 | 6 | 13 | 13 | 0   | Quartas de Finais            |   | 1–2 | 1–2 | –   | –   | 2–1 | 2–0 | —   | –   | –   | –   | 3–0 | –   |
| 8   | ABECAT              | 13  | 11 | 4 | 1 | 6 | 9  | 12 | −3  | Quartas de Finais            |   | 0–2 | 0–1 | –   | –   | 2–0 | –   | 3–1 | —   | –   | –   | –   | 1–0 |
| 9   | Goiatuba            | 13  | 11 | 3 | 4 | 4 | 7  | 10 | −3  |                              |   | 0–1 | –   | –   | 2–1 | –   | –   | 0–3 | 0–1 | —   | 1–0 | –   | –   |
| 10  | Aparecidense        | 12  | 11 | 3 | 3 | 5 | 8  | 8  | 0   |                              | – | –   | 1–0 | 0–1 | 0–1 | 1–1 | 3–0 | 1–0 | –   | —   | –   | –   |     |
| 11  | Goianésia           | 10  | 11 | 2 | 4 | 5 | 11 | 14 | −3  | Rebaixados à Série B de 2026 |   | –   | –   | –   | 1–1 | –   | 0–1 | –   | 3–0 | 2–2 | 1–1 | —   | –   |
| 12  | Goiânia             | 7   | 11 | 2 | 1 | 8 | 8  | 20 | −12 | Rebaixados à Série B de 2026 |   | –   | 3–1 | 0–2 | –   | –   | –   | 1–0 | –   | 0–1 | 1–1 | 1–3 | —   |

## Fase final
|  | Quartas de final    | Quartas de final | Quartas de final | Quartas de final |   |                     | Semifinais      | Semifinais      | Semifinais      | Semifinais      |  |          | Final            | Final            | Final            | Final            |  |  |
|  | 1 a 6 de março      | 1 a 6 de março   | 1 a 6 de março   | 1 a 6 de março   |   |                     | 8 a 16 de março | 8 a 16 de março | 8 a 16 de março | 8 a 16 de março |  |          | 23 e 30 de março | 23 e 30 de março | 23 e 30 de março | 23 e 30 de março |  |  |
|  |                     |                  |                  |                  |   |                     |                 |                 |                 |                 |  |          |                  |                  |                  |                  |  |  |
|  | Inhumas             | 1                | 0                | 1                |   |                     |                 |                 |                 |                 |  |          |                  |                  |                  |                  |  |  |
|  | Atlético Goianiense | 1                | 2                | 3                |   |                     |                 |                 |                 |                 |  |          |                  |                  |                  |                  |  |  |
|  | Atlético Goianiense | 1                | 2                | 3                |   | Atlético Goianiense | 2               | 2               | 4               |                 |  |          |                  |                  |                  |                  |  |  |
|  |                     |                  |                  |                  |   | Atlético Goianiense | 2               | 2               | 4               |                 |  |          |                  |                  |                  |                  |  |  |
|  |                     | Anápolis         | 2                | 3                | 5 |                     |                 |                 |                 |                 |  |          |                  |                  |                  |                  |  |  |
|  | ABECAT              | Anápolis         | 2                | 3                | 5 | 1                   | 2               | 3 (4)           |                 |                 |  |          |                  |                  |                  |                  |  |  |
|  | ABECAT              |                  |                  |                  |   | 1                   | 2               | 3 (4)           |                 |                 |  |          |                  |                  |                  |                  |  |  |
|  | Anápolis (pen)      | 1                | 2                | 3 (5)            |   |                     |                 |                 |                 |                 |  |          |                  |                  |                  |                  |  |  |
|  | Anápolis (pen)      | 1                | 2                | 3 (5)            |   |                     |                 |                 |                 |                 |  | Anápolis | 2                | 0                | 2                |                  |  |  |
|  |                     |                  |                  |                  |   |                     |                 |                 |                 |                 |  | Anápolis | 2                | 0                | 2                |                  |  |  |
|  |                     | Vila Nova        | 0                | 3                | 3 |                     |                 |                 |                 |                 |  |          |                  |                  |                  |                  |  |  |
|  | CRAC                | Vila Nova        | 0                | 3                | 3 | 0                   | 1               | 1 (1)           |                 |                 |  |          |                  |                  |                  |                  |  |  |
|  | CRAC                |                  |                  |                  |   | 0                   | 1               | 1 (1)           |                 |                 |  |          |                  |                  |                  |                  |  |  |
|  | Goiás (pen)         | 0                | 1                | 1 (3)            |   |                     |                 |                 |                 |                 |  |          |                  |                  |                  |                  |  |  |
|  | Goiás (pen)         | 0                | 1                | 1 (3)            |   | Goiás               | 0               | 0               | 0               |                 |  |          |                  |                  |                  |                  |  |  |
|  |                     |                  |                  |                  |   | Goiás               | 0               | 0               | 0               |                 |  |          |                  |                  |                  |                  |  |  |
|  |                     | Vila Nova        | 1                | 0                | 1 |                     |                 |                 |                 |                 |  |          |                  |                  |                  |                  |  |  |
|  | Jataiense           | Vila Nova        | 1                | 0                | 1 | 0                   | 0               | 0               |                 |                 |  |          |                  |                  |                  |                  |  |  |
|  | Jataiense           |                  |                  |                  |   | 0                   | 0               | 0               |                 |                 |  |          |                  |                  |                  |                  |  |  |
|  | Vila Nova           | 1                | 0                | 1                |   |                     |                 |                 |                 |                 |  |          |                  |                  |                  |                  |  |  |

## Premiação
| Campeão Goiano 2025             |
| ------------------------------- |
| Vila Nova Campeão (16.º título) |

| Campeão do Interior 2025      |
| ----------------------------- |
| Anápolis Campeão (2.º título) |

## Estatísticas

### Artilharia
| Pos. | Jogador          | Equipe              | Gols |
| ---- | ---------------- | ------------------- | ---- |
| 1    | Igor Cássio      | Anápolis            | 6    |
| 2    | Caio Dantas      | Atlético Goianiense | 4    |
| 2    | Sandrinho        | Goianésia           | 4    |
| 2    | Igor Henrique    | Vila Nova           | 4    |
| 3    | Ariel            | Anápolis            | 3    |
| 3    | Bernardo Schappo | Vila Nova           | 3    |
| 3    | Alejo Cruz       | Atlético Goianiense | 3    |
| 3    | William Pottker  | Atlético Goianiense | 3    |
| 3    | Rafhael Lucas    | CRAC                | 3    |
| 3    | Luis Carlos      | CRAC                | 3    |
| 3    | Tadeu            | Goiás               | 3    |

### Maiores Públicos Pagantes
Estes são os dez maiores públicos pagantes do campeonato, sem considerar as partidas com portões fechados
| N.º | Público | Mandante            | Placar | Visitante           | Estádio       | Data           | Rodada | Ref.   |
| --- | ------- | ------------------- | ------ | ------------------- | ------------- | -------------- | ------ | ------ |
| 1   | 38 412  | Vila Nova           | 3–0    | Anápolis            | Serra Dourada | 30 de março    | Final  | [ 5 ]  |
| 2   | 26 314  | Vila Nova           | 1–0    | Goiás               | Serra Dourada | 2 de fevereiro | 6ª     | [ 6 ]  |
| 3   | 26 261  | Vila Nova           | 0–0    | Goiás               | Serra Dourada | 16 de março    | Semi   | [ 7 ]  |
| 4   | 11 968  | Goiás               | 0–1    | Vila Nova           | Serrinha      | 9 de março     | Semi   | [ 8 ]  |
| 5   | 11 160  | Goiás               | 1–2    | Atlético Goianiense | Serrinha      | 9 de fevereiro | 8ª     | [ 9 ]  |
| 6   | 9 989   | Anápolis            | 2–0    | Vila Nova           | Jonas Duarte  | 23 de março    | Final  | [ 10 ] |
| 7   | 7 900   | Vila Nova           | 0–0    | CRAC                | Olímpico      | 29 de janeiro  | 5ª     | [ 11 ] |
| 8   | 7 370   | Atlético Goianiense | 2–2    | Anápolis            | Serrinha      | 8 de março     | Semi   | [ 12 ] |
| 9   | 6 380   | Anápolis            | 3–2    | Atlético Goianiense | Jonas Duarte  | 15 de março    | Semi   | [ 13 ] |
| 10  | 6 175   | Goiás               | 0–0    | CRAC                | Serrinha      | 18 de janeiro  | 2ª     | [ 14 ] |

### Menores Públicos Pagantes
Estes são os dez menores públicos pagantes do campeonato, sem considerar as partidas com portões fechados
| N.º | Público | Mandante     | Placar | Visitante    | Estádio       | Data            | Rodada | Ref.   |
| --- | ------- | ------------ | ------ | ------------ | ------------- | --------------- | ------ | ------ |
| 1   | 147     | Aparecidense | 0–1    | CRAC         | Annibal       | 6 de fevereiro  | 7ª     | [ 15 ] |
| 2   | 166     | Goiânia      | 1–0    | Jataiense    | Olímpico      | 1 de fevereiro  | 6ª     | [ 16 ] |
| 3   | 170     | Goiânia      | 1–3    | Goianésia    | Olímpico      | 13 de fevereiro | 9ª     | [ 17 ] |
| 4   | 174     | Goiânia      | 1–1    | Aparecidense | Olímpico      | 25 de janeiro   | 4ª     | [ 18 ] |
| 5   | 175     | Aparecidense | 1–0    | ABECAT       | Annibal       | 19 de janeiro   | 2ª     | [ 19 ] |
| 6   | 205     | Aparecidense | 3–0    | Jataiense    | Annibal       | 22 de janeiro   | 3ª     | [ 20 ] |
| 7   | 221     | Aparecidense | 1–1    | Inhumas      | Annibal       | 29 de janeiro   | 5ª     | [ 21 ] |
| 8   | 418     | Inhumas      | 0–2    | CRAC         | Zico Brandão  | 23 de fevereiro | 11ª    | [ 22 ] |
| 9   | 476     | Inhumas      | 3–1    | Goiânia      | Zico Brandão  | 8 de fevereiro  | 8ª     | [ 23 ] |
| 10  | 498     | ABECAT       | 3–1    | Jataiense    | Luiz Benedito | 15 de fevereiro | 10ª    | [ 24 ] |

### Médias de público
Estas são as médias de público dos clubes no campeonato. Considera-se apenas os jogos da equipe como mandante e o público pagante:
| Pos.  | Time                | Média  | Total   | Mandos | Maior  | Menor |
| ----- | ------------------- | ------ | ------- | ------ | ------ | ----- |
| 1     | Vila Nova           | 12 987 | 116 884 | 9      | 38 412 | 2 400 |
| 2     | Goiás               | 6 200  | 49 601  | 8      | 11 968 | 3 050 |
| 3     | Anápolis            | 3 823  | 34 409  | 9      | 9 989  | 1 633 |
| 4     | Atlético Goianiense | 3 805  | 30 437  | 8      | 7 370  | 1 581 |
| 5     | Jataiense           | 1 943  | 11 658  | 6      | 3 242  | 1 193 |
| 6     | Goiatuba            | 1 832  | 9 160   | 5      | 3 829  | 1 078 |
| 7     | CRAC                | 1 474  | 8 842   | 6      | 2 828  | 978   |
| 8     | Goianésia           | 1 119  | 5 597   | 5      | 2 153  | 690   |
| 9     | Goiânia             | 776    | 4 657   | 6      | 2 083  | 166   |
| 10    | ABECAT              | 722    | 4 334   | 6      | 999    | 498   |
| 11    | Inhumas             | 661    | 3 967   | 6      | 1 118  | 476   |
| 12    | Aparecidense        | 423    | 2 541   | 6      | 938    | 147   |
| Total | Total               | 3 526  | 282 087 | 80     | 38 412 | 147   |

## Classificação geral
| Pos | Equipe              | Pts | J  | V | E | D | GP | GC | SG  | Classificação ou descenso                                       |
| --- | ------------------- | --- | -- | - | - | - | -- | -- | --- | --------------------------------------------------------------- |
| 1   | Vila Nova           | 33  | 17 | 9 | 6 | 2 | 15 | 6  | +9  | Campeão e classificado à Copa do Brasil de 2026                 |
| 2   | Anápolis            | 32  | 17 | 9 | 5 | 3 | 24 | 17 | +7  | Vice-campeão e classificado à Copa do Brasil de 2026            |
| 3   | Atlético Goianiense | 24  | 15 | 6 | 6 | 3 | 21 | 14 | +7  | Eliminado na semifinal e classificado à Copa do Brasil de 2026  |
| 4   | Goiás               | 21  | 15 | 5 | 6 | 4 | 13 | 10 | +3  | Eliminado na semifinal                                          |
| 5   | CRAC                | 19  | 13 | 4 | 7 | 2 | 12 | 9  | +3  | Eliminado nas quartas de final e classificado à Série D de 2026 |
| 6   | ABECAT              | 15  | 13 | 4 | 3 | 6 | 12 | 15 | −3  | Eliminado nas quartas de final e classificado à Série D de 2026 |
| 7   | Inhumas             | 15  | 13 | 4 | 3 | 6 | 10 | 17 | −7  | Eliminado nas quartas de final e classificado à Série D de 2026 |
| 8   | Jataiense           | 14  | 13 | 4 | 2 | 7 | 13 | 14 | −1  | Eliminado nas quartas de final                                  |
| 9   | Goiatuba            | 13  | 11 | 3 | 4 | 4 | 7  | 10 | −3  |                                                                 |
| 10  | Aparecidense        | 12  | 11 | 3 | 3 | 5 | 8  | 8  | 0   |                                                                 |
| 11  | Goianésia           | 10  | 11 | 2 | 4 | 5 | 11 | 14 | −3  | Rebaixados à Série B de 2026                                    |
| 12  | Goiânia             | 7   | 11 | 2 | 1 | 8 | 8  | 20 | −12 | Rebaixados à Série B de 2026                                    |